# Karwe (Neuruppin)
Karwe è una frazione della città tedesca di Neuruppin, nel Land del Brandeburgo.

## Storia
Il 20 settembre 1993 il comune di Karwe venne soppresso e aggregato alla città di Neuruppin.

## Geografia antropica
Appartiene alla frazione di Krangen la località di Pabstthum.

## Amministrazione
La frazione di Karwe è governata da un «consiglio locale» (Ortsbeirat) di 3 membri.